# Аль-Фарабі (Мактааральський район)
Аль-Фарабі (каз. Әл-Фараби) — село у складі Мактааральського району Туркестанської області Казахстану. Входить до складу Мактааральського сільського округу.
До 2023 року село називалось 40 літ Казахської РСР.
Населення — 1216 осіб (2021; 757 у 2009, 675 у 1999, 657 у 1989).